# Veszélyes Henry: A film
A Veszélyes Henry: A film (eredeti cím: Henry Danger: The Movie) 2025-ben bemutatott amerikai szuperhős filmvígjáték, amely Joe Menendez rendezett, a Veszélyes Henry című sorozat alapján. A főbb szerepekben Jace Norman Sean Ryan Fox, Ella Anderson, Michael D. Cohen és Cooper Barnes látható.
Amerikában a Nickelodeon és a Paramount+ 2025. január 17-én, míg Magyarországon egy hónappal és öt nappal később 2025. február 22-én a Nickelodeon mutatta be. 

## Cselekmény
Henry Hart Dystopia városának helyi hőseként szolgált, miután elhagyta Swellview-t. Miközben a hírnév terhe elkezd nehezedni rá, Missy Martin, az elhivatott szuperrajongó váratlanul felforgatja a világát.

## Szereplők
| Szereplő                     | Színész                             | Magyar hang     |
| ---------------------------- | ----------------------------------- | --------------- |
| Henry Hart / Veszélyes Tini  | Jace Norman                         | Pál Dániel Máté |
| Jasper Dunlop                | Sean Ryan Fox                       | Nagy Gereben    |
| Piper Hart                   | Ella Anderson                       | Gyarmati Laura  |
| Schwoz Schwartz              | Michael D. Cohen                    | Pálfai Péter    |
| Frankini / Fangkini          | Frankie Grande                      | Fekete Zoltán   |
| Missy Martin / Szuperrajongó | Glee Dango                          | Kobela Kíra     |
| Cregg edző                   | Andre Tricoteux                     |                 |
| Ray Manchester / Hőskapitány | Cooper Barnes                       | Pál Tamás       |
| Blackout                     | Eric Mazimpaka Trevor Devall (hang) | Orbán Gábor     |
| Jones                        | Rachael Drance                      | Lamboni Anna    |
| Gemma Martin                 | Breeze Dango                        | Blazsó Regina   |
| narrátor                     | Daran Norris                        | Tarján Péter    |

### Magyar változat
- Főcím: Orosz Gergely
- Magyar szöveg: Berzsenyi Márta
- Dalszöveg és zenei rendező: Weichinger Kálmán
- Szinkronrendező: Dezsőffy Rajz Katalin

A szinkront az Iyuno Hungary készítette.

## A film készítése
2017 májusában a Viacom, a Nickelodeon csoportjának elnöke bejelentette, hogy a Veszélyes Henry alapján készül egy film. 2022 januárjában bejelentették, hogy Jace Norman visszatér a Nickelodeonhoz. A megállapodás részeként Norman megismétli Henry Hart (Veszélyes Tini) szerepét egy Veszélyes Henry-filmben.

### Forgatás
A forgatás 2024. március 11-én kezdődött Vancouverben és Richmondban, British Columbia államban, és április 18-án fejeződött be.

## Megjelenés
A Veszélyes Henry: A film premierje az amerikai Nickelodeon és a Paramount+ kínálatában egyszerre, 2025. január 17-én történt meg.

## Fordítás
Ez a szócikk részben vagy egészben  a   Henry Danger: The Movie című angol Wikipédia-szócikk ezen változatának fordításán alapul.  Az eredeti cikk szerkesztőit annak laptörténete sorolja fel. Ez a jelzés csupán a megfogalmazás eredetét és a szerzői jogokat jelzi, nem szolgál a cikkben szereplő információk forrásmegjelöléseként.